# Las Lomitas
Las Lomitas – jednostka osadnicza w Stanach Zjednoczonych, w stanie Teksas, w hrabstwie Jim Hogg.